# 安妮·布罗德本特
安妮·布罗德本特（英語：Annie Broadbent，1908年6月9日—1996年1月14日），英国女子竞技体操运动员。她曾参加1928年在阿姆斯特丹举行的夏季奥运会，结果在女子团体全能项目上获得银牌。